# Puigforniu
Puigforniu es una entidad de población española del municipio de Soriguera, perteneciente a la provincia de Lérida, en la comunidad autónoma de Cataluña.

## Historia
Hacia mediados del siglo XIX, el lugar, ya por entonces perteneciente a Soriguera, tenía contabilizada una población de diecisiete habitantes. Aparece descrito en el decimotercer volumen del Diccionario geográfico-estadístico-histórico de España y sus posesiones de Ultramar de Pascual Madoz con las siguientes palabras:

PUIGFORNIU: l. agregado al distrito municipal de Soriguera, en la prov. de Lérida (28 horas), part. jud. de Sort (1 y 1/2), aud. terr. y c. g. de Barcelona (46), dióc. de Seo de Urgel (9). sit. á la embocadura de 2 barrancos denominados de Tornafot y Cantó, dominado de montañas elevadas, á la libre influencia de todos los vientos; clima frio, propenso á inflamaciones y pulmonías. Consta de 4 casas, y una igl. dedicada á Sta. Cecilia aneja de Malmercat. Su térm. jurisd. confina por el N. con Sabarneda (3/4 leg.); E. Soriguera y Freixa (1 1/2); S. Tornafot (1), y O. por el mismo punto (1/2): comprende la casa llamada de Llabanes, masia y hacienda propiedad de un particular, dependiente en lo eclesiástico de la parr, de Malmercat; le baña un barranco conocido con el nombre de la Mola que nace á 1/2 hora del pueblo y luego se incorpora al denominado de Cantó, que marcha á unirse al Noguera Pallaresa. El terreno es flojo, montuoso y pedregoso: le cruzan algunos caminos transversales que van á los pueblos contiguos y á la ribera de Seo de Urgel, en mal estado: el correo se recibe de Sort, por espreso dos veces á la semana. prod.: centeno, patatas, judias y heno; cria toda clase de ganado; caza de liebres, conejos y perdices. ind. y comercio: la que resulta de la cria del ganado. pobl.: 3 vec., 17 almas. riqueza imp.: 4,441 rs. contr.: el 14'48 por 100 de esta riqueza.
(Madoz, 1849, p. 294)

En 2022, la entidad singular de población tenía empadronados seis habitantes.

## Patrimonio
Hay en el lugar una iglesia de Santa Cecilia.